# Stefan Crepon
Stefan Crepon é um ator francês. Ele também está listado sob os nomes Stefan Crépon ou Stéfan Crépon. Ele foi indicado ao César 2023 por sua atuação em Peter von Kant.

## Carreira
Em seu primeiro papel na televisão, Stefan Crepon foi visto como ator infantil em dois episódios da série familiar francesa Famille d'accueil (2011). De 2017 a 2020, completou a formação profissional de atuação no renomado Conservatoire national supérieur d'art dramatique (CNSAD) em Paris. Durante este tempo, seus mentores incluíram Xavier Gallais , Nicolas Lormeau, Daniel Martin, Mariette Navarro, Robin Renucci e Guillaume Vincent. No terceiro e último ano de formação, Crepon apareceu na peça Tchekhov trois fois quatre, codirigida por Alain Françon. Um programa de intercâmbio internacional também o levou à Academia de Teatro da Baviera August Everding, em Munique.

## Prêmio
César
- 2023 : Nomeação para Melhor Ator Revelação (Peter von Kant) [4]